# Komertel
Komertel – nazwa stworzonej w 1990 przez Telekomunikację Polską (do końca 1991 jako Polska Poczta, Telegraf i Telefon) biznesowej sieci do realizacji usług telefonicznych oraz do transmisji danych w ruchu międzynarodowym, opartej na technologii ISDN.
Ze względu na burzliwy rozwój Internetu i telefonii komórkowej w Polsce w latach 90. Komertel nie cieszył się nigdy dużym powodzeniem. 31 grudnia 2000 roku do sieci tej podłączonych było 6415 abonentów w całej Polsce. Numerem kierunkowym do tej sieci do końca czerwca 2003 roku był numer 0-39. 
W chwili obecnej numeracja 39xxxxxxx jest przydzielana usługodawcom telefonii w technologii VoIP (jako numeracja niegeograficzna).